# Radical (pel·lícula)
Radical és una pel·lícula de comèdia dramàtica mexicana de 2023 escrita i dirigida per Christopher Zalla. Basat en l'article publicat a Wired el 2013, A Radical Way of Unleashing a Generation of Geniuses de Joshua Davis, eestà protagonitzat per Eugenio Derbez amb el rol principal.
La pel·lícula, que és la segona pel·lícula com a director de Zalla, es va estrenar el 19 de gener de 2023 en el Festival de Cinema de Sundance, on va rebre el Premi Favorit del Festival. Va ser estrenada en Mèxic el 20 d'octubre de 2023.

## Argument
En 2011, un nou educador, Sergio Juárez Correa, (Eugenio Derbez) pren el càrrec en la descurada escola primària José Urbina López a Matamoros, una ciutat fronterera just a l'altre costat de Brownsville (Texas). Enmig d'un entorn opressiu marcat per la violència dels càrtels de drogues, els estudiants de l'escola enfronten alguns dels pitjors resultats acadèmics de tot Mèxic. Amb instal·lacions deteriorades i escassos recursos educatius, com l'absència de computadores, a la majoria dels professors els manca motivació per a ensenyar i se centren principalment a aconseguir que les seves classes aprovin proves estandarditzades imposades pel govern, que no contribueixen en res a inspirar un aprenentatge genuí.
Sergio captiva als seus estudiants de sisè grau en adoptar un enfocament d'ensenyament poc convencional, animant-los a abordar problemes de manera creativa. Per a fomentar el pensament matemàtic, transforma l'aula en voltejar tots els escriptoris, simulant així vaixells en un oceà. Mitjançant aquest innovador mètode, aconsegueix que els seus alumnes trobin les respostes correctes. Quan el director de l'escola, Chucho, revisa la classe, queda tan desconcertat com els propis estudiants.
Després d'esforços continus, aquest enfocament instructiu comença a generar un impacte acadèmic positiu en els nens. En brindar a la seva classe la capacitat de pensar de manera independent, Sergio motiva als seus estudiants de sisè grau a desenvolupar confiança i aconseguir un potencial que va més enllà de les seves circumstàncies de pobresa. El seu mètode alternatiu implica un aprenentatge impulsat pels estudiants, comprometent-se de manera única. A mesura que queda clar que els resultats són positius, fins i tot Chucho comença a recolzar cada vegada més a Sergio.
En fomentar el pensament independent, Sergio entra en conflicte amb un administrador visitant quan els seus estudiants aborden obertament qüestions de moralitat. Encara que intenta defensar el seu innovador enfocament educatiu, és marginat i desil·lusionat després que Nico, un estudiant en la seva classe, mor en un conflicte entre ell i la seva colla, portant-lo a retirar-se de les seves responsabilitats docents. Com a conseqüència, la seva classe experimenta un retrocés acadèmic.
Preocupat per ell, Chucho visita la casa de Sergio per a animar-lo a que no es rendeixi amb els seus estudiants de sisè grau. Després de reflexionar, Sergio es connecta amb la seva alumna, Paloma, i convenç al seu pare perquè la secundi en el seu somni de convertir-se en enginyera aeroespacial. Al final de l'any acadèmic, arriba corrent a l'escola durant els exàmens estandarditzats, instant la seva classe a continuar creient en si mateixos. Els seus alumnes es motiven i obtenen bons resultats en els exàmens. Alguns d'ells eventualment troben èxit en negocis privats i treballen per a grans empreses tecnològiques als Estats Units.

## Repartiment
- Eugenio Derbez com Sergio
- Daniel Haddad com Chucho
- Jennifer Trejo com Paloma
- Mía Fernanda Solís com Lupe
- Danilo Guardiola com Nico
- Víctor Estrada com Chepe

## Recepció
Radical ha recaptat $12.1 milions a Mèxic i $8.5 milions en altres territoris per a un total mundial de $20.6 milions.
La pel·lícula es va estrenar als Estats Units el 3 de novembre de 2023 i va recaptar 2.7 milions de dòlars en 419 sales aquest cap de setmana d'estrena, acabant en el cinquè lloc amb una mitjana "molt forta" per sala de 6,516 dòlars. Durant el segon cap de setmana, es va expandir a altres 115 ubicacions i va recaptar 1,75 milions de dòlars, quedant en el desè lloc amb una participació del 66%.

### Resposta crítica
En el lloc web agregador de ressenyes Rotten Tomatoes, el 94% de les 62 ressenyes de crítics són positives, amb una qualificació mitjana de 7.8/10. El consens del lloc web diu: "Oferint poques sorpreses però molt estímul, Radical narra una emocionant història basada en fets reals, portada a la vida pel destacat treball d'Eugenio Derbez". Metacritic, que utilitza una mitjana ponderada, va assignar a la pel·lícula una puntuació de 71 sobre 100, basada en 14 crítics, el que indica ressenyes "generalment favorables".
David Rooney, de The Hollywood Reporter, va escriure que "el director Christopher Zalla s'adhereix a les convencions del subgènere i no escatima en sentimentalisme, però Radical es guanya amb escreix el seu creixent recompensa emocional". Johnny Oleksinski, ressenyant la pel·lícula en el Nova York Post, considera Radical "una joia en espanyol sobre l'impacte d'un mestre real en una ciutat pobra de la frontera mexicana".
En la seva ressenya per al New York Times, Natalia Winkelman va escriure que Radical és "un drama sentimental que es basa en una història real però que es presenta acuradament en un embolcall familiar. El títol és gairebé contradictori: desmenteix audaçment el que cerca que està la pel·lícula del convencional." Fent ressò de les crítiques sobre l'estil formulat de la pel·lícula, Nick Allen de Rogerebert.com va opinar que " Radical sent amb massa freqüència que el seu drama ha estat copiat d'un llibre de text lacrimogen; és gairebé flagrant per tenir tants ritmes predictibles" i va assenyalar que si bé " no hi ha cap problema inherent a pretendre complaure al públic, […] les coses reals i commovedores se senten massa bones per a ser veritat".

### Reconeixements
Als 7ns Astra Film Awards, la pel·lícula va ser nominada al millor llargmetratge internacional mentre que Derbez va ser nominat a Millor actor internacional.